# Supercoppa Primavera
A Supercoppa Primavera, oficialmente chamada Supercoppa Primavera TIM por questões de patrocínio, é uma competição de futebol sub–19 da Itália. Criada em 2004, o evento é organizado pela Lega Serie A.

## História e fórmula de disputa
O troféu nasceu na temporada 2004–05, baseada na competição profissional (Supercoppa Italiana): participam da disputa o campeão do Campionato Primavera e o vencedor da copa da categoria (Coppa Italia Primavera), em partida única na casa do vencedor do Campionato Primavera. Os jogadores participantes devem ter entre 15 e 19 anos de idade, como exceção, são permitidos até três jogadores com idades entre 19 e 20 anos. Se persistir o empate ao final do tempo regulamentar, teremos então uma prorrogação, e se necessário, disputa por pênaltis.

## Finais
| Edição | Primavera 1    | Placar                   | Coppa Italia   | Local                         | Data                   |
| ------ | -------------- | ------------------------ | -------------- | ----------------------------- | ---------------------- |
| 2004   | Lecce          | (2 – 2) 4 – 2 (penâltis) | Juventus       | Via del Mare, Lecce           | 5 de setembro de 2004  |
| 2005   | Roma           | 1 – 2                    | Lecce          | Trigoria, Roma                | 21 de setembro de 2005 |
| 2006   | Juventus       | 5 – 1                    | Internacional  | Chisola, Vinovo               | 27 de setembro de 2006 |
| 2007   | Internazionale | 0 – 2                    | Juventus       | Interello, Milano             | 3 de outubro de 2007   |
| 2008   | Sampdoria      | (2 – 2) 5 – 3 (penâltis) | Atalanta       | La Sciorba, Genova            | 5 de outubro de 2008   |
| 2009   | Palermo        | (2 – 2) 4 – 5 (penâltis) | Genoa          | Renzo Barbera, Palermo        | 8 de setembro de 2009  |
| 2010   | Genoa          | 5 – 0                    | Milan          | Luigi Ferraris, Genova        | 9 de setembro de 2010  |
| 2011   | Roma           | 2 – 3                    | Fiorentina     | Olímpico, Roma                | 3 de setembro de 2011  |
| 2012   | Internazionale | 1 – 2                    | Roma           | Carlo Speroni, Busto Arsizio  | 5 de setembro de 2012  |
| 2013   | Lazio          | 1 – 2                    | Juventus       | Olímpico, Roma                | 26 de setembro de 2013 |
| 2014   | Chievo         | 0 – 1                    | Lazio          | Marcantonio Bentegodi, Verona | 1º de outubro de 2014  |
| 2015   | Torino         | 2 – 1 (prorrogação)      | Lazio          | Olimpico, Torino              | 14 de novembro de 2015 |
| 2016   | Roma           | 4 – 0                    | Internazionale | Olímpico, Roma                | 28 de outubro de 2016  |
| 2017   | Internazionale | 2 – 1 (prorrogação)      | Roma           | Giuseppe Meazza, Milano       | 7 de janeiro de 2018   |
| 2018   | Internazionale | –                        | Torino         |                               |                        |

## Estatísticas por clube
A Juventus é o maior campeã do torneio com 3 taças. A Internazionale detém o recorde de vice-campeonatos, perdeu 4 das 5 disputas. A Inter ao lado da Roma são os clubes como o maior número de participações no torneio.
| Clube          | Total | Edições          |
| -------------- | ----- | ---------------- |
| Juventus       | 3     | 2006, 2007, 2013 |
| Lecce          | 2     | 2004, 2005       |
| Genoa          | 2     | 2009, 2010       |
| Roma           | 2     | 2012, 2016       |
| Sampdoria      | 1     | 2008             |
| Fiorentina     | 1     | 2011             |
| Lazio          | 1     | 2014             |
| Torino         | 1     | 2015             |
| Internazionale | 1     | 2017             |

| Clube          | Total | Edições                |
| -------------- | ----- | ---------------------- |
| Internazionale | 4     | 2006, 2007, 2012, 2016 |
| Roma           | 3     | 2005, 2011, 2017       |
| Lazio          | 2     | 2013, 2015             |
| Juventus       | 1     | 2004                   |
| Atalanta       | 1     | 2008                   |
| Palermo        | 1     | 2009                   |
| Milan          | 1     | 2010                   |
| Chievo         | 1     | 2014                   |